# 我的雜誌
我的雜誌是一份每周發行的女性雜誌，目標讀者為45歲以上的女性，由DC湯姆生出版發行。內容包括短篇文章、讀者投稿、紡織及娛樂新聞。
我的雜誌原本為一份報刊，在20世紀初期發行，1910年改為雜誌形式發行。
DC湯姆生亦把雜誌文章收集發行，出版一份名為的我的雜誌文章（My Weekly Story Collection）刊物，年尾亦發行一份我的雜誌年度回顧（My Weekly Story Collection）的刊物。

## 外報連結
- 官網 （页面存档备份，存于）